# Omo
Omo je řeka v Etiopii. Je 800 km dlouhá.

## Průběh toku
Pramení v centrální části Etiopské vysočiny. Teče převážně na jih. V horách je údolí řeky úzké zatímco na dolním toku se výrazně rozšiřuje. V korytě, které překonává prudké zlomy, se vyskytuje mnoho peřejí. Ústí do jezera Turkana.

## Vodní režim
Největší průtok má v období dešťů v létě.

## Lidé v okolí
Podél dolního toku řeky žije mnoho nepočetných domorodých kmenů, z nichž nejznámější jsou Mursiové, Surmové, Hamarové a Konsové. Jedná se o oblast s mimořádnou kulturní diverzitou, kde žili lidé už od nejstarších dob.

## Světové dědictví
Dolní tok řeky Omo lemují významné paleoantropologické lokality, a proto je prostor o rozloze více než 165 km² od roku 1980 chráněn jako Světové dědictví UNESCO. Oblast přiléhá k severnímu břehu jezera Turkana, které je dalším světoznámým nalezištěm.

### Dějiny výzkumu
První stopy fosilních obratlovců zde v roce 1902 zachytil francouzský cestovatel Robert Du Bourg de Bozas. První systematické výzkumné práce započaly v roce 1933, kdy místo navštívil francouzský badatel Camille Arambourg, získal tu velké množství nálezů z pliocénu a pleistocénu a rozeznal značné stáří zdejších sedimentů. Oblast se tím řadí k nejstarším známým paleoantropologickým nalezištím východní Afriky.
Zásadní význam pro poznání lokality měly francouzsko-americké výzkumy v letech 1967 – 1976, probíhající pod názvem International Omo Research expedition (IORE). Francouzskou část vedl zpočátku Camille Arambourg a od roku 1969 Yves Coppens, zatímco americké výzkumy řídil Francis Clark Howell. K první expedici v roce 1967 přispěl i Louis Leakey, jeho činnost se však již v roce 1968 přesunula směrem na jih, k západnímu a východnímu břehu jezera Turkana. Američané a Francouzi pak ve výzkumech podél Omo pokračovali až do roku 1976. kdy práce přerušily válečné události v Etiopii. Po uklidnění politické situace práce od roku 2006 pokračují pod názvem Omo Group research Expedition.
Díky expedicím IORE bylo získáno velké množství dat o evoluci homininů v době před 2 – 3 miliony let i o vzniku a počátečním vývoji lidského rodu. Současně zde byly rozeznány a studovány klimatické změny na přelomu pliocénu a pleistocénu. Evoluci homininů v souvislosti s klimatickými změnami Yves Coppens popsal jako „(H)Omo event“. Právě výsledky expedic IORE navíc vedly k zařazení dolního toku řeky Omo na seznam světového dědictví.

### Geologie
V oblasti dolního toku řeky Omo se nachází celkem osm různých geologických formací, z nichž tři vydávají ostatky hominidů – jsou to formace Shungura, Usno a Kibish.
Nejznámější je formace Shungura, táhnoucí se po pravém břehu řeky. Tvoří ji říční a jezerní sedimenty paleojezera Turkana, usazené v době před 3,6 – 1,16 milionem let. Sedimenty se dále se člení do 12 jednotek, označovaných jednotlivými písmeny abecedy:

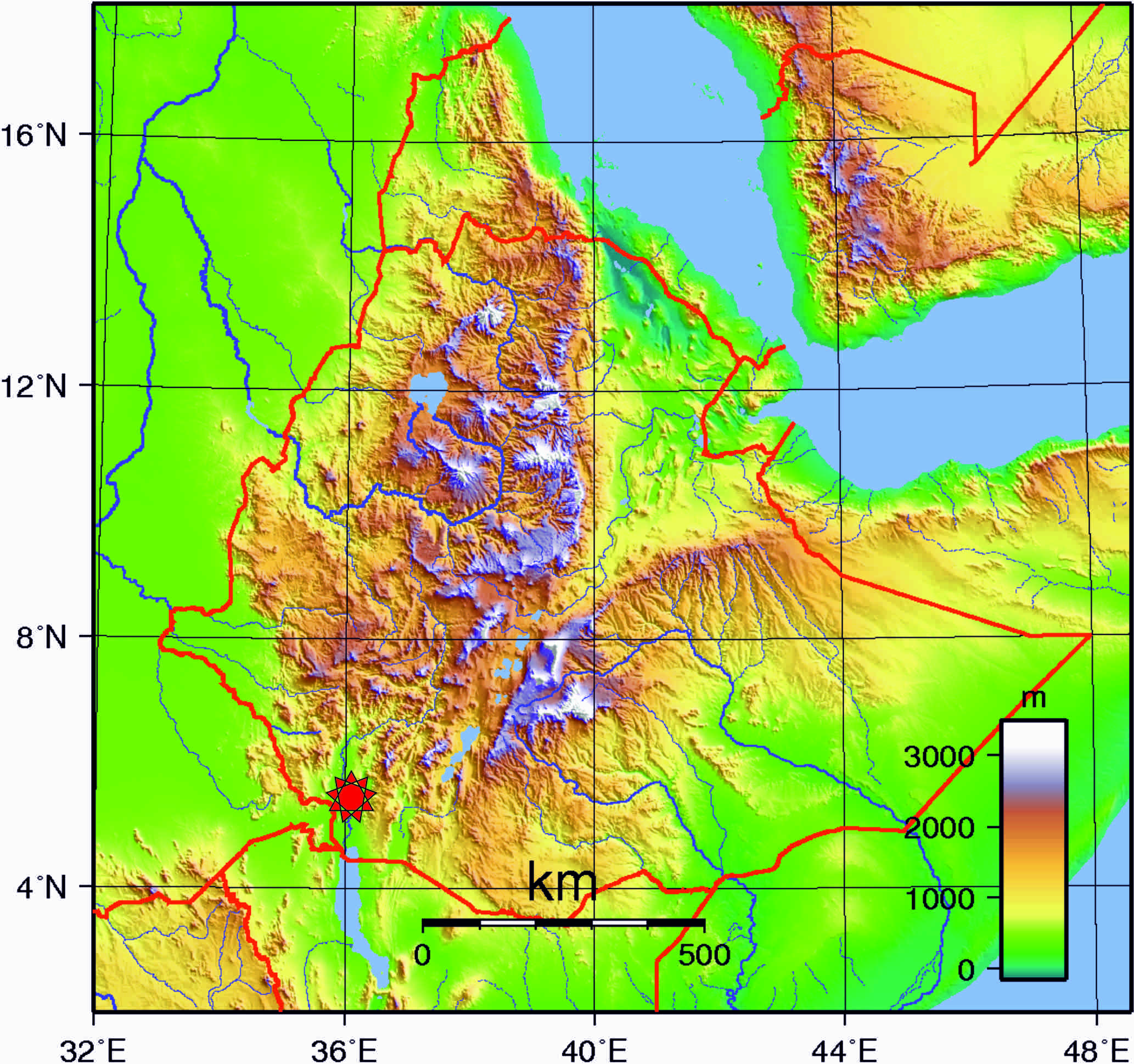
Dolní tok řeky Omo na mapě Etiopie

- Bazální sediment – stáří přes 3,6 milionu let
- A – 3,6 – 3,4 milionu let
- B – 3,4 – 2,85 milionu let
- C – 2,85 – 2,52 milionu let
- D – 2,52 – 2,4 milionu let
- E – 2,4 – 2,36 milionu let
- F – 2,36 – 2,33 milionu let
- G – 2,33 – 1,9 milionu let
- H – 1,9 – 1,74 milionu let
- J – 1,74 – 1,53 milionu let
- K – 1,53 – 1,39 milionu let
- L – stáří méně než 1,39 milionu let

Vrstvy usazenin jsou perfektně zachovalé a navazují na sebe bez závažnějších poruch, navíc jsou proloženy početnými vrstvami sopečného tufu, který je dobře datovatelný radiometrickými metodami. I přes četné nové nálezy představuje formace Shungura jediný dobře datovaný a kontinuální stratigrafický záznam z doby před 2 – 3 miliony let. Také díky bohatým nálezům fosilních obratlovců je proto místo využíváno jako referenční jednotka pro ostatní východoafrické lokality.

### Paleoantropologie
Přestože z údolí Omo pochází bohaté kolekce pliocenních i pleistocenních rostlin a živočichů, včetně unikátních vzorků úzkonosých opic či turovitých, ostatky homininů jsou i přes svou početnost značně zlomkovité. Více než na jiných lokalitách je představují převážně jen jednotlivé zuby a malé zlomky čelistí. Jejich taxonomické zařazení je proto obvykle obtížné a mnohdy je lze rozdělit pouze na gracilní a robustní homininy. Lépe dochované nálezy představují druhy Australopithecus afarensis, Paranthropus aethiopicus, Paranthropus boisei i Homo habilis a v mladších vrstvách (jednotka K) snad i Homo erectus.
Nejstarší nálezy homininů (snad druhu A. afarensis) pochází z jednotky B. V navazující jednotce C se již objevuje Paranthropus aethiopicus, který je nalézán až do doby před 2,3 milionu let, kdy jej na počátku jednotky G střídá Paranthropus boisei. Současně s P. boisei se objevují i zástupci rodu Homo, k nimž by snad bylo možné přiřadit i některé nálezy ze starší jednotky E.
Z oblasti Omo pochází také jedny z nejstarších známých (kamenných) nástrojů. Nalézané jsou v jednotce F i G, ovšem vzhledem k tomu, že místo obývaly různé druhy homininů, nelze rozhodnout o tvůrci těchto předmětů, protože chybí společné nálezy nástrojů a kosterních ostatků.

### Paleoekologie
Celé oblasti v pliocénu dominovalo rozsáhlé pravěké jezero (pre-)Turkana, obklopené prosvětlenými lesy a křovinatou savanou. Koryta vodních toků včetně řeky Omo zřejmě lemovaly hustší, vlhké lužní porosty. Množství stromů a keřů průběžně kolísalo, až zhruba v době před 2,4 – 2 miliony let lze pozorovat výraznější vysušování, ústup lesů a šíření savany i suchomilné fauny (především turovitých a prasatovitých). Na vlhčích místech, především podél říčních a jezerních břehů však stále přežívaly ostrůvky křovin a stromů.